# Mae Lan (huyện)
Mae Lan (tiếng Thái: แม่ลาน) là một huyện (amphoe) của tỉnh Pattani, phía nam Thái Lan.

## Lịch sử
Tiểu huyện (king amphoe) Mae Lan được thành lập ngày 1 tháng 4 năm 1989 thông qua việc tách 3 tambon từ huyện Khok Pho. Kể từ ngày 7 tháng 9 năm 1995, đơn vị này đã được nâng cấp thành huyện.

## Địa lý
Các huyện giáp ranh (từ phía tây theo chiều kim đồng hồ) là Khok Pho, Nong Chik và Yarang của tỉnh Pattani, và Mueang Yala của tỉnh Yala.

## Hành chính
Huyện này được chia thành 3 phó huyện (tambon), các đơn vị này lại được chia ra thành 22 làng (muban). Không có khu vực thành thị, có 3 Tổ chức hành chính tambon.
| STT | Tên       | Tên tiếng Thái | Số làng | Dân số |  |
| --- | --------- | -------------- | ------- | ------ |  |
| 1.  | Mae Lan   | แม่ลาน          | 8       | 3.682  |  |
| 2.  | Muang Tia | ม่วงเตี้ย         | 9       | 5.436  |  |
| 3.  | Pa Rai    | ป่าไร่           | 10      | 5.745  |  |